# Agenzia telegrafica svizzera
L'Agenzia telegrafica svizzera (ATS) è un'agenzia di stampa nazionale svizzera.
Produce i propri dispacci in tre lingue (tedesco, francese e italiano) e si occupa delle notizie riguardanti politica, scienza, cultura e società.
Ha 190 dipendenti e una cifra d'affari attorno ai 42 milioni di franchi.

## Storia
L'ATS viene fondata nel 1895 dai principali giornali svizzeri dell'epoca, con lo scopo di ricevere informazioni dalle grandi agenzie dei paesi circostanti (Germania, Francia e Italia) e di ricavarne un servizio di notizie oggettivo ed equilibrato da cui le testate svizzere potessero attingere.